# Mini-LP
Un mini-LP o miniálbum es un álbum musical de corta duración, normalmente con un precio de mercado inferior al de un álbum de larga duración.

## Historia
Los mini-LP se hicieron populares a principios de los años 1980 entre las compañías discográficas que tenían como objetivo consumidores que no querían comprar álbumes completos y de mayor precio. A finales de los años 1970 se lanzaron varios mini-LP, entre otros Walking Back to Happiness de John Cooper Clarke, en formato de diez pulgadas. El formato habitual era de vinilo de 12 o 10 pulgadas, con una duración media de entre veinte y treinta minutos, y unas siete pistas. A menudo se usaba este formato para introducir nuevas bandas en la escena o para lanzar álbumes de bandas consagradas entre los LP principales. Epic Records introdujo el llamado Nu-Disk de 10 pulgadas a comienzos de los años 1980, pero encontraron difícil su distribución, y los mini-LP de 12 pulgadas se hicieron más comunes. Algunos mini-LP de esta época son Under a Blood Red Sky de U2, que alcanzó el puesto número 2 de la lista UK Albums Chart en 1983, o Volume 1 de The Honeydrippers, que alcanzó el puesto número 4 de la lista Billboard 200 en 1984.